# استخوان‌خوار

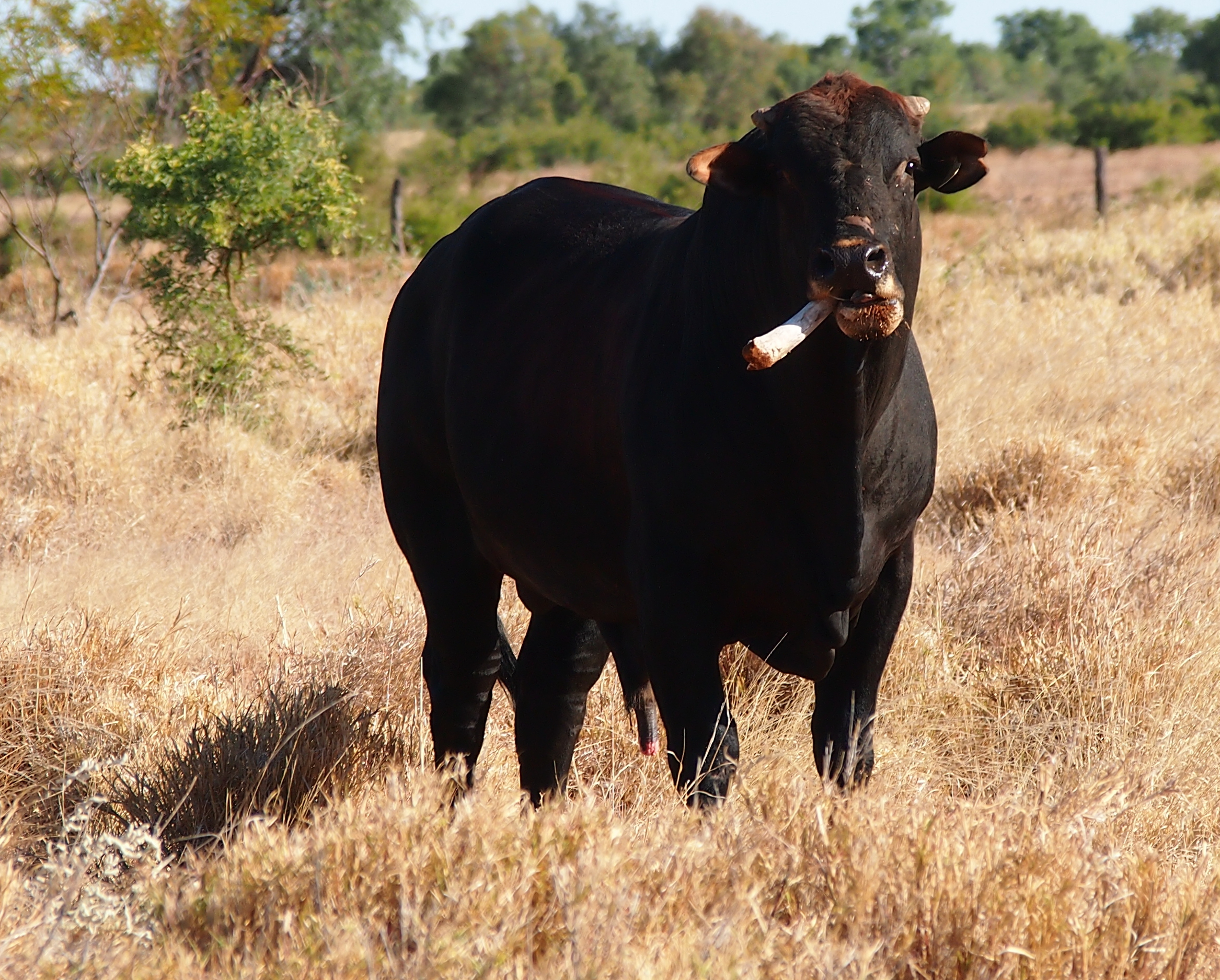
یک گاو نر که استخوان گاو دیگری را می‌جود.

استخوان‌خواری (به انگلیسی: Osteophagy)، عملی است که در آن جانوران، معمولاً گیاهخواران، استخوان مصرف می‌کنند. اکثر گیاهان در سراسر جهان بدون مقادیر کافی فسفات هستند. فسفر یک ماده معدنی ضروری برای همه جانوران است، زیرا نقش عمده‌ای در تشکیل سیستم اسکلتی ایفا می‌کند و برای بسیاری از فرآیندهای زیست‌شناسی از جمله: متابولیسم انرژی، سنتز پروتئین، سیگنال‌دهی سلولی و شیردهی ضروری است. کمبود فسفات می‌تواند عوارض جانبی فیزیولوژیک، به ویژه مربوط به سیستم تولیدمثل، و همچنین عوارض جانبی تأخیر در رشد و عدم بازسازی استخوان جدید ایجاد کند. اهمیت داشتن مقادیر کافی فسفر بیشتر در اهمیت فیزیولوژیک حفظ نسبت فسفر به کلسیم مناسب است. داشتن نسبت Ca:P 2:1 برای جذب این مواد معدنی مهم است، زیرا انحراف از این نسبت بهینه می‌تواند جذب آنها را مهار کند. نسبت کلسیم و فسفر رژیم غذایی، همراه با ویتامین D، با تأثیر بر انتقال و جذب کلسیم و فسفر در روده، معدنی‌شدن و گردش استخوان را تنظیم می‌کند.

## جانوران
کاربرد استخوان به شکل‌های مختلف در جانوران زیر دیده می‌شود:
- ولورین
- تشی
- لاک‌پشت
- گاو
- خرس‌ها
- زرافه‌ها
- سگ اهلی
- پرندگان
- انسان